# Nicole Rocklin
Nicole Rocklin (1979) é uma produtora de cinema estadunidense. Venceu o Oscar de melhor filme na edição de 2016 pela realização da obra Spotlight, ao lado de Michael Sugar, Steve Golin e Blye Pagon Faust.

## Filmografia
- Spotlight (2015)
- The Perfect Guy (2015)
- The Magnificent Cooly-T (2009)
- Middle of Nowhere (2008)